# Imagine (album Evy Cassidy)
Imagine – album studyjny amerykańskiej wokalistki Evy Cassidy, wydany 20 sierpnia 2002 roku (sześć lat po jej śmierci).

## Twórcy
- Eva Cassidy - gitara, gitara rytmiczna, śpiew
- Darrel Andrews - perkusja
- Chris Biondo - gitara basowa
- Dan Cassidy - skrzypce
- Adrian Green - bębny
- Keith Grimes - gitara, gitara elektryczna
- Raice McLeod - bębny
- Larry Melton - gitara basowa
- Bruno Nasta - skrzypce
- Lenny Williams - fortepian, wibrafon
- Kent Wood - organy, syntezator